# Haslington
Haslington is een civil parish in het bestuurlijke gebied Cheshire East, in het Engelse graafschap Cheshire met 6536 inwoners.

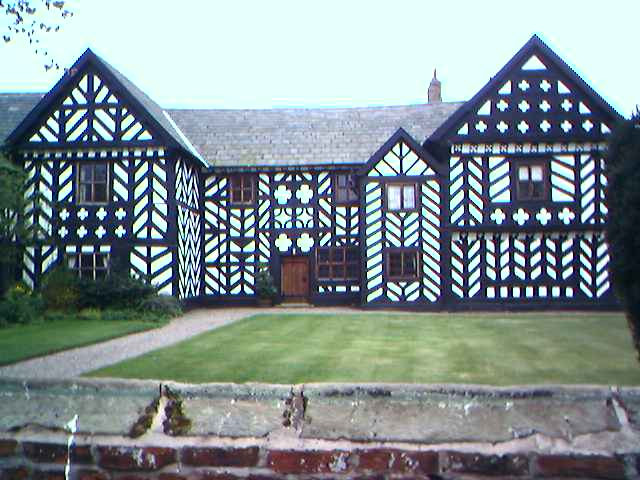
Haslongton Hall
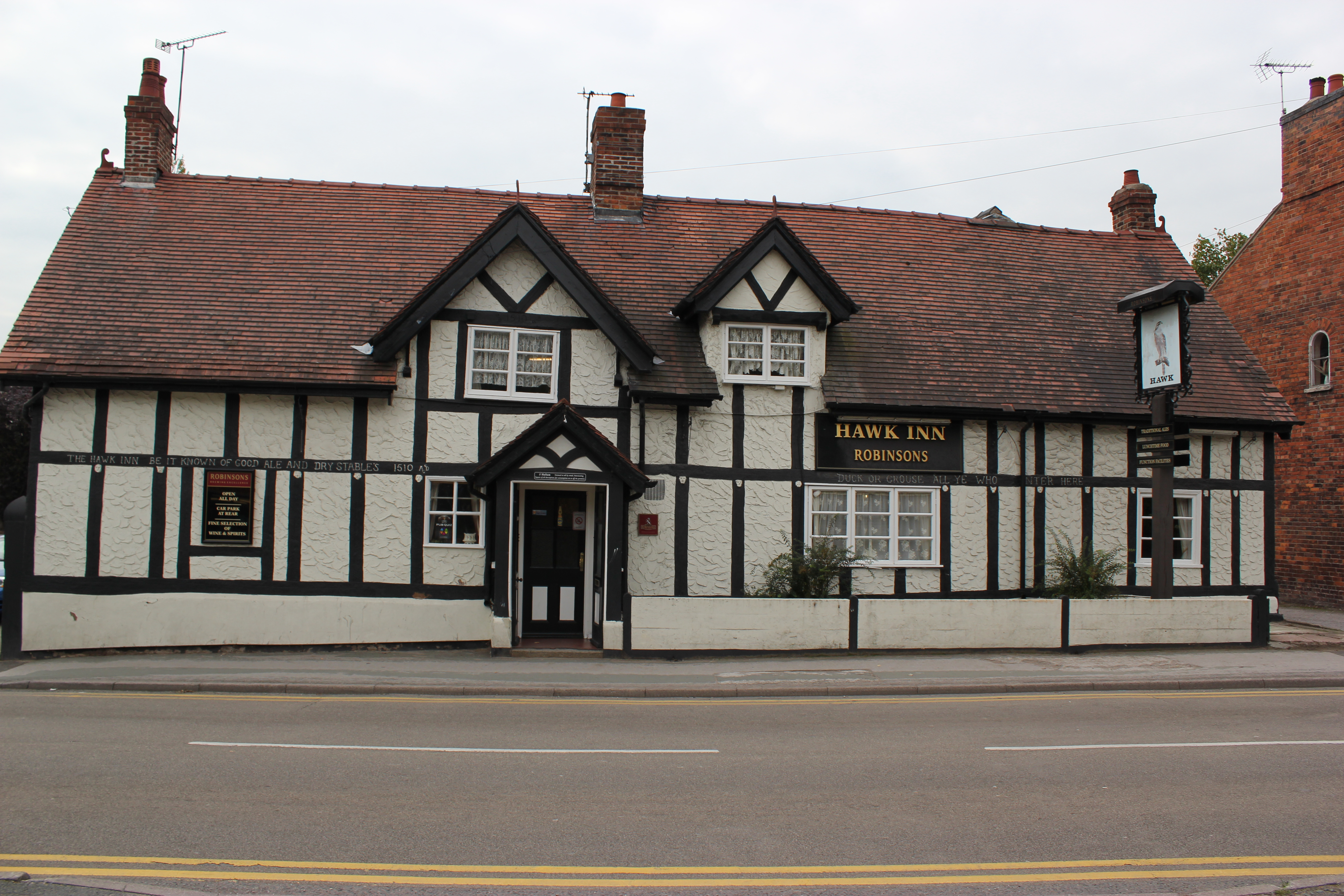
Hawk Inn